# سمییویچ
سمییویچ (به صربی: Smiljević) یک منطقهٔ مسکونی در صربستان است که در ناحیه پچینیا واقع شده‌است. سمییویچ ۸۳ نفر جمعیت دارد.